# ألان ويلسون (لاعب كرة قدم)
ألان ويلسون (بالإنجليزية: Allan Wilson)‏ هو لاعب كرة قدم بريطاني في مركز حراسة المرمى، ولد في 10 يناير 1945 في باثغيت في المملكة المتحدة. لعب مع نادي مانسفيلد تاون.